# Púrusha
En el hinduismo, Púrusha (en sánscrito, पुरुष, ‘ser’) es un concepto complejo que hace referencia originalmente a un ser primigenio, deidad primordial y/o a una divinidad hinduista única omnipresente, pero cuyo significado evolucionó en los tiempos védico y upanishadico hasta llegar a ser un concepto más abtracto. Así, según la fuente y la línea de tiempo histórica, igualmente significa o representa el Atman, el ser cósmico, el yo cósmico, y/o la conciencia y el principio Universal y Om; y a su vez también el aspecto masculino del universo y/o de todo lo existente; siendo por ejemplo según la escuela samkhia la representación de la conciencia pura. A partir de ello igualmente se presenta actualmente como un concepto parcialmente "equivalente", y más similar y más cercano al concepto del absoluto Brahman; o más específicamente como la representación de la conciencia primordial que se encuentra conformando el Paramatma (el Atman primordial), que a su vez emana y forma parte del Absoluto Brahman.
En la India actual, púrusha o púrush ha pasado a significar igualmente «varón» o «lo masculino»; siendo su complemento femenino Prakriti.
El Púrusha sukta es el único himno rigvédico dedicado al Púrusha, siendo la mención más antigua del Púrusha; y aunque el propio término puruṣa aparece en otros himnos del décimo libro del Rig-veda (10.51.8 y 10.165.3), no aparece en ninguno de los textos más antiguos.

## Nombre sánscrito
- puruṣa, en el sistema AITS (alfabeto internacional para la transliteración del sánscrito).
- पुरुष en escritura devanagari del sánscrito.
- Pronunciación:
  - /ˈpu.ɾu.ʂɐ/ en sánscrito antiguo[3]
  - /ˈpu.ɾu.ʂɐ/ o /pʊ.ɾʊʂ/ en hindi y otros idiomas de la India. En sentido moderno, significa 'hombre, persona, ser humano'.
- Wikcionario en inglés tiene definiciones y otra información sobre पुरुष.

## En los «Vedas»

### Ser primigenio
Según el Purusha-sukta (un himno del Rigveda), Púrusha se describe y/o es representado originalmente como un ser gigante primigenio con mil cabezas y mil pies; el cual fue sacrificado y desmembrado por los devas (dioses): su mente se convirtió en la Luna, sus ojos, en el sol, y su respiración, en el viento. Con su cuerpo se construyeron el mundo y las castas.
De él emanó el Virash, el principio creativo femenino, por el cual renacía antes de que el mundo fuera hecho con sus restos.[cita requerida]
En el sacrificio del Púrusha, el canto védico fue lo primero que se creó. También se crearon los caballos y las vacas. Los brāhmanas (sacerdotes) fueron hechos de la boca del Púrusha, los chatrías (militares) de sus brazos, los vaishias (artesanos) de sus muslos, y los shudrás (esclavos) de sus pies. Los cielos emergieron de su cráneo, los dioses Indra y Agní de su boca. Se consideraba que los dalits (parias), no habían nacido del Púrusha.

## En la doctrina sankhia
Según la escuela samkhia, Purusha es descrito cómo el principio cósmico masculino (espiritual) inmóvil plural, conciencia pura, desapegado y sin relación con nada, que es "no activo, inmutable, eterno y puro".
Para que el ser humano encuentre su verdadero yo, el Púrusha (el varón, la conciencia pura) tiene que ser puesto en contraste con la prakriti (lo femenino, la materia) que contiene los órganos, los sentidos y el intelecto. (Presentándose este dualismo de forma similar y equivalente a lo descrito en el taoísmo a través del flujo del yin y yang que conforman el Tao); aunque siendo atribuidos de manera inversa los conceptos opuestos de pasividad y movimiento, en el cual el Tao atribuye el "movimiento" a lo masculino y la "pasividad" a lo femenino.